# Saison 2002-2003 du Raja Club Athletic
Maillots
Chronologie
Saison précédente Saison suivante
La saison 2002-2003 du Raja Club Athletic est la 54e de l'histoire du club depuis sa fondation le 20 mars 1949. Elle débute alors que les Verts ont remportés la Coupe du Trône lors de la saison précédente.
Au titre de cette saison, le Raja CA est engagé dans cinq compétitions officielles: Botola, Coupe du Trône, Ligue des champions, Coupe de la CAF et le Championnat arabe.
Le meilleur buteur de la saison est Hicham Aboucherouane avec 23 buts inscrits toutes compétitions confondues.

## Avant saison

### Assemblée générale
Le 10 juillet 2002, a eu lieu l'assemblée générale ordinaire de l'année 2002 du Raja Club Athletic. Avant même le début de l'assemblée, Abdesalam Hanat qui est resté seul et unique candidat à la présidence après le désistement de Abdellah Rhallam, Abdelhamid Souiri, et Mohamed Aouzal pour diverses raisons, jouissait de l'unanimité et était pressentie à la présidence.
Les participants au nombre de 71 adhérents sur les 129 ont adopté le rapport moral par 26 voix contre 14 et 31 abstentions, mais ont émis des réserves sur le rapport financier demandant qu’un audit sur la gestion financière sur les quatre dernières années soit effectué.
Il ressort de ce rapport que le Raja a réalisé un résultat bénéficiaire de 3 millions de dirhams avec un total de recettes de 33,2 millions DH dont 21,6 millions de produit des transferts et un total de dépenses de l’ordre de 30,1 millions DH. La question de la résiliation du contrat de parrainage liant l’ODEP au Raja a dominé les débats et interrogations des adhérents qui ont sollicité de plus amples précisions.
Sur ce volet, le président du comité directeur, Mohamed Aouzal, a expliqué que les contacts et ponts sont maintenus entre les deux parties qui entretiennent de bonnes relations et qu’il reste optimiste sur un retour du parrain. Les différents intervenants ont, fait une lecture critique du rapport moral et mis l’index sur le bilan de la saison qui était loin de répondre aux aspirations du public vert enregistrant par la même occasion le manque de communication entre le comité et les adhérents. Ils ont également critiqué les critères de recrutement de joueurs et d’entraîneurs, mais aussi la méthodologie de formation insistant sur la nécessité d’élargir la base des adhérents, la recherche et la diversification des sponsors et parraineurs ainsi que l’élaboration d’un programme de travail définissant les objectifs au début de chaque saison avec un budget prévisionnel en vue de mieux rationaliser les dépenses et garantir une bonne gestion.
L’assemblée générale, qui a duré près de six heures, a renouvelé le tiers sortant en réélisant Ali Abid et Khalil Dahi aux côtés de trois nouveaux venus Khalid Ibrahimi, Abdelilah Gara et Abderrahim Doghmi. Le secrétaire général, Mustapha Hannaoui, n’a pas été réélu.
Abdesalam Hanat est finalement élu à la tête du club et succède donc à Ahmed Ammor, le président le plus titré de l'histoire du club ex-aequo avec Abdellah Ghallam, qui sera désigné par la suite président d'honneur du club. Hanat est un pionnier de la gestion sportive nationale puisqu'il fait ses premiers pas de dirigeant au sein du football corporatif en 1960 à la BMCE puis à General Tire avant de présider la Fédération corporative marocaine de football. Il est membre du comité du Raja depuis 1992, dont neuf années en tant que secrétaire général et une année à la vice-présidence. Il est également un membre fédéral et membre de la commission marketing à l'UAFA,.

### Matchs amicaux
En juillet 2002, le Raja s'envole en Belgique en vue de établir un camp de concentration pour préparer sa nouvelle saison. Il dispute quelques rencontres amicales dont un contre le FC Malines et l'autre face au Standard de Liège.
| Date       | J.           | Adversaire         | Lieu                                   | Score | Buteurs |
| ---------- | ------------ | ------------------ | -------------------------------------- | ----- | ------- |
| 24/07/2002 | Match amical | Yellow Red Malines | Stade Argos Achter de Kazerne, Malines | 3-3   | -       |
| 27/07/2002 | Match amical | Standard de Liège  | Stade de Tielen, Lichtaart             | 1-0   | -       |

## Transferts

### Mercato estival
| Joueur              | Poste             | Âge | Type de transfert      | Provenance/Destination | Division             |
| ------------------- | ----------------- | --- | ---------------------- | ---------------------- | -------------------- |
| Arrivées            |                   |     |                        |                        |                      |
| Noureddine Harouach | Attaquant         | 22  | Transfert              | Fath Nador             | Botola 2             |
| Abdelhak Benbella   | Défenseur         | 24  | Transfert              | Chabab Mohammédia      | Botola Pro           |
| Omar Zaouit         | Attaquant         | 24  | —                      | Tihad Sportif Club     | Botola Pro           |
| Khalid Tahoune      | Défenseur         | 24  | Retour de prêt         | IZ Khémissat           | Botola Pro           |
| Mario               | Attaquant         | 25  | Transfert              | –                      | –                    |
| Départs             |                   |     |                        |                        |                      |
| Hamid Nater         | Milieu de terrain | 21  | Prêt                   | Ittihad Djeddah        | Saudi Premier League |
| Reda Amghar         | Milieu de terrain | 24  | Fin de prêt            | IR Tanger              | Botola Pro           |
| Khalid Dahane       | Attaquant         | 28  | Transfert              | IR Tanger              | Botola Pro           |
| Kacemi Amkar        | Défenseur         | 23  | Résiliation de contrat | –                      | –                    |

### Mercato hivernal
| Joueur                 | Poste             | Âge | Type de transfert      | Provenance/Destination        | Division                    |
| ---------------------- | ----------------- | --- | ---------------------- | ----------------------------- | --------------------------- |
| Arrivées               |                   |     |                        |                               |                             |
| Mustapha Bidodane      | Attaquant         | 26  | Transfert              | Fath US                       | Botola Pro                  |
| Omar Nejjary           | Milieu de terrain | 31  | Retour de prêt         | –                             | –                           |
| Yssouf Koné            | Attaquant         | 20  | Transfert              | Étoile filante de Ouagadougou | Championnat du Burkina Faso |
| Moussa Soulaiman       | Attaquant         | 19  | Transfert              | Enugu Rangers                 | Championnat du Nigeria      |
| Départs                |                   |     |                        |                               |                             |
| Zakaria Aboub          | Milieu de terrain | 22  | Résiliation de contrat | Al-Dhafra                     | UAE Pro League              |
| Hafid Abdessadek       | Défenseur         | 25  | Transfert              | AS FAR                        | Botola Pro                  |
| Mohamed Kharbouch (en) | Défenseur         | 25  | Prêt                   | Hassania d'Agadir             | Botola Pro                  |
| Mohamed Bouabdellaoui  | Gardien de but    | 32  | Transfert              | Fath US                       | Botola Pro                  |
| Jamal Sellami          | Défenseur         | 31  | Transfert              | Maghreb de Fès                | Botola Pro                  |
| Abdelhak Benbella      | Défenseur         | 24  | Transfert              | Chabab Mohammédia             | Botola Pro                  |

## Botola
La Botola 2002-2003 est la 75e édition du championnat du Maroc de football et la 47e édition sous l'égide de la Fédération royale marocaine de football depuis sa création en 1956. La division oppose seize clubs en une série de trente rencontres, chaque club se rencontrant à deux reprises. Le champion et son dauphin se qualifient pour la Ligue des champions.
Le Raja CA participe à cette compétition pour la 47e fois de son histoire et n'a jamais quitté l'élite du football marocain depuis la première édition de 1956-1957, un record national. L'équipe participe à cette édition après avoir terminé le championnat 2001-2002 en troisième position et raté le titre pour la première fois depuis 1995.
| Date          | No.           | Adversaire          | Lieu          | Résultat      | Buteurs                                                                                     | Rapport |
| ------------- | ------------- | ------------------- | ------------- | ------------- | ------------------------------------------------------------------------------------------- | ------- |
| MATCHS ALLER  | MATCHS ALLER  | MATCHS ALLER        | MATCHS ALLER  | MATCHS ALLER  | MATCHS ALLER                                                                                | [ 5 ]   |
| 29/09/2002    | 1             | AS FAR              | Dom.          | 0 - 0         | -                                                                                           |         |
| 27/10/2002    | 4             | COD Meknès          | Ext.          | 2 - 0         | -                                                                                           |         |
| 10/11/2002    | 5             | RS Settat           | Ext.          | 1 - 0         | -                                                                                           |         |
| 08/12/2002    | 7             | Maghreb de Fès      | Ext.          | 1 - 1         | Hicham Aboucherouane 34e                                                                    |         |
| 22/12/2002    | 8             | Hassania Agadir     | Dom.          | 1 - 0         | Bouchaib Bettachi 25e                                                                       |         |
| 28/12/2002    | 9             | Fath US             | Ext.          | 0 - 0         | -                                                                                           |         |
| 01/01/2003    | 2             | Olympique Khouribga | Ext.          | 0 - 0         | -                                                                                           |         |
| 05/01/2003    | 10            | Ittihad Tanger      | Dom.          | 0 - 0         | -                                                                                           |         |
| 12/01/2003    | 11            | Kénitra AC          | Ext.          | 1 - 1         | Hamid Nater 4e                                                                              |         |
| 19/01/2003    | 12            | Wydad AC            | Dom.          | 1 - 0         | Moussa Soulaiman 73e                                                                        |         |
| 22/01/2003    | 3             | JS Massira          | Dom.          | 1 - 1         | Mustapha Bidodane                                                                           |         |
| 26/01/2003    | 13            | Tihad SC            | Ext.          | 0 - 0         | -                                                                                           |         |
| 02/02/2003    | 14            | IZ Khémisset        | Dom.          | 0 - 0         | -                                                                                           |         |
| 09/02/2003    | 6             | Chabab Mohammédia   | Dom.          | 1 - 0         | Adil Bekkari 36e                                                                            |         |
| 16/02/2003    | 15            | Kawkab de Marrakech | Ext.          | 0 - 1         | Mustapha Bidodane 26e (pen.)                                                                |         |
| MATCHS RETOUR | MATCHS RETOUR | MATCHS RETOUR       | MATCHS RETOUR | MATCHS RETOUR | MATCHS RETOUR                                                                               | [ 6 ]   |
| 23/02/2003    | 16            | AS FAR              | Ext.          | 0 - 2         | Mustapha Bidodane 49e, François Endene 56e                                                  |         |
| 02/03/2003    | 17            | Olympique Khouribga | Dom.          | 3 - 0         | Mustapha Bidodane 49e, Hicham Aboucherouane 56e, Zakaria Aboub 90e                          |         |
| 09/03/2003    | 18            | JS Massira          | Ext.          | 2 - 1         | Mustapha Bidodane 66e                                                                       |         |
| 16/03/2003    | 19            | COD Meknès          | Dom.          | 0 - 1         | -                                                                                           |         |
| 30/03/2003    | 20            | RS Settat           | Dom.          | 2 - 0         | Sami Tajeddine 41e, Moussa Soulaiman 60e                                                    |         |
| 06/04/2003    | 21            | Chabab Mohammédia   | Ext.          | 2 - 2         | Moussa Soulaiman 14e, Noureddine Harouach 42e                                               |         |
| 20/04/2003    | 22            | Maghreb de Fès      | Dom.          | 2 - 1         | Marouane Zemama 45e, Mustapha Bidodane 82e                                                  |         |
| 04/05/2003    | 23            | Hassania Agadir     | Ext.          | 1 - 3         | Hicham Aboucherouane 38e, Mustapha Bidodane 74e 78e                                         |         |
| 11/05/2003    | 24            | Fath US             | Dom.          | 0 - 0         | -                                                                                           |         |
| 25/05/2003    | 25            | Ittihad Tanger      | Ext.          | 1 - 2         | Mustapha Bidodane 1re, Omar Nejjary 90+3e                                                   |         |
| 07/06/2003    | 26            | Kénitra AC          | Dom.          | 2 - 0         | Mohamed Ali Diallo 61e, François Endene 67e                                                 |         |
| 15/06/2003    | 27            | Wydad AC            | Ext.          | 3 - 0         | Mustapha Bidodane 2e 62e, Hamid Nater 51e                                                   |         |
| 25/06/2003    | 28            | Tihad SC            | Dom.          | 5 - 1         | Hicham Aboucherouane 9e 87e, Marouane Zemama 32e, Noureddine Harouach 85e, Ali Diallo 90+3e |         |
| 29/06/2003    | 29            | IZ Khémisset        | Ext.          | 0 - 0         | -                                                                                           |         |
| 03/07/2003    | 30            | Kawkab de Marrakech | Dom.          | 2 - 2         | Moussa Soulaiman 6e, Mustapha Bidodane 60e                                                  |         |

## Coupe du trône 2001-2002
La Coupe du trône 2001-2002 est 46e édition de la Coupe du Trône de football sous l'égide de la Fédération royale marocaine de football depuis sa création en 1956. C'est une compétition à élimination directe, organisée annuellement et ouverte aux clubs amateurs et professionnels affiliés à la FRMF. Le vainqueur s'offre une place en Coupe d'Afrique des vainqueurs de coupe, s'il n'est pas déjà qualifié pour la Ligue des champions de la CAF.
| Date       | Tour            | Adversaire     | Lieu                                | Score | Buteurs                                                            |
| ---------- | --------------- | -------------- | ----------------------------------- | ----- | ------------------------------------------------------------------ |
| 25/08/2002 | 1/16e de finale | Stade marocain | Stade Ahmed-Chhoude, Rabat          | 0-2   | François Endene 4e, Aboucherouane 42e                              |
| 08/09/2002 | 1/8e de finale  | Kénitra AC     | Stade municipal de Kénitra, Kénitra | 0-2   | Aboucherouane 25e, François Endene 83e                             |
| 18/09/2002 | 1/4 de finale   | MC Oujda       | Stade Mohamed-V, Casablanca         | 4-0   | Ahmed Bahja 30e 38e, Zakaria Aboub 75e, Mustapha Chadli 89e (pen.) |
| 22/09/2002 | Demi-finale     | AS FAR         | Stade Moulay-Abdallah, Rabat        | 1-2   | Hamid Nater 3e, Aboucherouane 61e                                  |

### Finale
| Entraîneur : |
| Henri Michel |

| Entraîneur : |
| Henri Michel |

## Coupe du trône 2002-2003
La Coupe du trône 2002-2003 est 47e édition de la Coupe du Trône de football sous l'égide de la Fédération royale marocaine de football depuis sa création en 1956. C'est une compétition à élimination directe, organisée annuellement et ouverte aux clubs amateurs et professionnels affiliés à la FRMF. Le vainqueur s'offre une place en Coupe d'Afrique des vainqueurs de coupe, s'il n'est pas déjà qualifié pour la Ligue des champions de la CAF.
Durant cette saison, le Raja bat successivement le DH El Jadida et le Najm de Marrakech en coupe. Le match de quart de finale contre la JS El Massira sera joué la saison suivante.
| Date       | Tour            | Adversaire        | Lieu                               | Score | Buteurs                                       |
| ---------- | --------------- | ----------------- | ---------------------------------- | ----- | --------------------------------------------- |
| 23/03/2003 | 1/16e de finale | DH El Jadida      | Stade Ben Ahmed El-Abdi, El Jadida | 2-0   | François Endene 29e, Hicham Aboucherouane 59e |
| 07/05/2003 | 1/8e de finale  | Najm de Marrakech | Stade El Harti, Marrakech          | 1-0   | Mustapha Bidoudane 75e                        |

## Ligue des champions
La Ligue des champions 2002 est la 38e édition de la plus prestigieuse des compétitions africaines inter-clubs, la Ligue des champions de la CAF. Le Raja Club Athletic participe à cette compétition pour la 8e fois de son histoire et il l'a déjà remporté à trois reprises. Exempté du tour préliminaire, les Verts doivent disputer deux tours (aller-retour) pour se qualifier à la phase de poules. Les quatre premiers et les quatre deuxièmes de chaque groupe participent à la phase finale, qui débute par les demi-finales.

### Phase de groupes
| Date       | J.        | Adversaire       | Lieu                                     | Score | Buteurs                                                   |
| ---------- | --------- | ---------------- | ---------------------------------------- | ----- | --------------------------------------------------------- |
| 03/08/2002 | Journée 1 | TP Mazembe       | Stade Frédéric-Kibasa-Maliba, Lubumbashi | 2-0   | -                                                         |
| 18/08/2002 | Journée 2 | Al Ahly SC       | Stade Mohamed V, Casablanca              | 2-1   | Abdellatif Jrindou 73e (pen.), Mohamed Ali Diallo 89e     |
| 01/09/2002 | Journée 3 | ASC Jeanne d'Arc | Stade Léopold Sédar Senghor, Dakar       | 1-2   | Hicham Aboucherouane 12e 42e                              |
| 15/09/2002 | Journée 4 | ASC Jeanne d'Arc | Stade Mohamed V, Casablanca              | 2-1   | Abdelouahed Abdessamad 60e, Abdellatif Jrindou 78e (pen.) |
| 05/10/2002 | Journée 5 | TP Mazembe       | Stade Mohamed V, Casablanca              | 1-0   | Abdelouahed Abdessamad 33e                                |
| 18/10/2002 | Journée 6 | Al Ahly SC       | Stade international du Caire, Le Caire   | 3-3   | Hamid Nater 3e, Hicham Aboucherouane 89e 90+1e (pen.)     |

| Rang | Équipe           | Pts | J | G | N | P | +  | -  | Diff |
| ---- | ---------------- | --- | - | - | - | - | -- | -- | ---- |
| 1    | Raja CA          | 13  | 6 | 4 | 1 | 1 | 10 | 8  | +2   |
| 2    | TP Mazembe       | 10  | 6 | 3 | 1 | 2 | 6  | 3  | +3   |
| 3    | ASC Jeanne d'Arc | 6   | 6 | 2 | 0 | 4 | 7  | 10 | -3   |
| 4    | Al Ahly SC       | 5   | 6 | 1 | 2 | 3 | 7  | 9  | -2   |

### Phase finale
| Aller                     | ASEC Mimosas    | 2 - 0   | Raja CA | Stade Félix-Houphouët-Boigny, Abidjan             |                                                   |
| 7 novembre 2002 15:00 UTC | Romaric 80e 88e | (0 - 0) |         | Spectateurs : 50 000 Arbitrage : Petros Mathabela | Spectateurs : 50 000 Arbitrage : Petros Mathabela |
| 7 novembre 2002 15:00 UTC | Rapport         |         |         | Spectateurs : 50 000 Arbitrage : Petros Mathabela | Spectateurs : 50 000 Arbitrage : Petros Mathabela |

| Retour                     | Raja CA | 4 - 0   | ASEC Mimosas | Stade Mohammed-V, Casablanca                   |                                                |
| 16 novembre 2002 19:00 UTC | ( Tajeddine) Aboucherouane 45+1e · ( Diallo) François Endene 65e · ( Aboub) François Endene 90+3e · ( Aboub) Omar Zaouit 90+5e | (1 - 0) |              | Spectateurs : 80 000 Arbitrage : Lim Kee Chong | Spectateurs : 80 000 Arbitrage : Lim Kee Chong |
| 16 novembre 2002 19:00 UTC | Rapport |         |              | Spectateurs : 80 000 Arbitrage : Lim Kee Chong | Spectateurs : 80 000 Arbitrage : Lim Kee Chong |

| Aller                      | Raja CA | 0 - 0   | Zamalek SC | Stade Mohammed-V, Casablanca                  |                                               |
| 30 novembre 2002 19:00 UTC |         | (0 - 0) |            | Spectateurs : 90 000 Arbitrage : Falla N'Doye | Spectateurs : 90 000 Arbitrage : Falla N'Doye |
| 30 novembre 2002 19:00 UTC | Rapport |         |            | Spectateurs : 90 000 Arbitrage : Falla N'Doye | Spectateurs : 90 000 Arbitrage : Falla N'Doye |

| Retour                     | Zamalek SC             | 1 - 0   | Raja CA | Stade international, Le Caire                         |                                                       |
| 13 décembre 2002 19:00 UTC | Abdel Hamid (en) 45+4e | (1 - 0) |         | Spectateurs : 67 310 Arbitrage : Abdel Hakim Shelmani | Spectateurs : 67 310 Arbitrage : Abdel Hakim Shelmani |
| 13 décembre 2002 19:00 UTC | Rapport                |         |         | Spectateurs : 67 310 Arbitrage : Abdel Hakim Shelmani | Spectateurs : 67 310 Arbitrage : Abdel Hakim Shelmani |

## Coupe de la CAF
La Coupe de la CAF 2003 est la 12e et dernière édition de la Coupe de la CAF, compétition inter-clubs qui met en prise les vice-champions des championnats africains. Le Raja Club Athletic participe à cette compétition pour la première fois de son histoire après six participations consécutives en Ligue des champions entre 1997 et 2002.

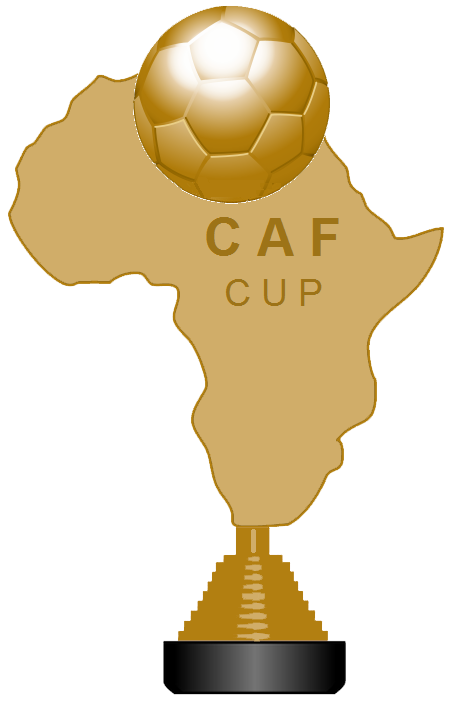
Trophée de la Coupe de la CAF conservée par le club depuis 2003

Les Verts débutent la compétition aux seizièmes de finale. Tous les tours, y compris la finale, sont joués selon le système à élimination directe en aller-retour.
Le 23 novembre 2003, le Raja remporte le titre face au Cotonsport FC (0-0), après sa victoire au match aller 2-0 grâce aux buts de Mustapha Bidoudane et Mohamed Ali Diallo. C'est la dernière édition de cette compétition avant qu'elle ne soit fusionnée avec la Coupe des vainqueurs de coupe pour former la Coupe de la confédération, le Raja s'obtient ainsi le droit de conserver ce trophée.
| Date       | Tour                    | Adversaire            | Lieu                         | Score | Buteurs                                                                         |
| ---------- | ----------------------- | --------------------- | ---------------------------- | ----- | ------------------------------------------------------------------------------- |
| 13/04/2003 | 1/16 de finale - Aller  | Étoile de Ouagadougou | Stade 4-Août, Ouagadougou    | 2-3   | Mustapha Bidodane 20e, 22e Yssouf Koné 78e                                      |
| 26/04/2003 | 1/16 de finale - Retour | Étoile de Ouagadougou | Stade Mohamed V, Casablanca  | 4-0   | Aboucherouane 40e 49e, Mustapha Bidoudane 68e, François Endene 77e              |
| 17/05/2003 | 1/8 de finale - Aller   | FC 105 Libreville     | Stade Omar-Bongo, Libreville | 2-1   | Hicham Aboucherouane 90+5e                                                      |
| 30/05/2003 | 1/8 de finale - Retour  | FC 105 Libreville     | Stade Mohamed V, Casablanca  | 6-1   | Erbate 8e, Tajeddine 16e 60e, Soulaimane 47e, Aboucherouane 58e, Atlassi 79e    |
| 07/05/2003 | 1/4 de finale - Aller   | Black Rhinos          | Rufaro Stadium (en), Harare  | 1-1   | Noureddine Harouach 18e                                                         |
| 20/05/2003 | 1/4 de finale - Retour  | Black Rhinos          | Stade Moulay-Abdallah, Rabat | 5-1   | Noureddine Harouach 22e (pen.), Moussa Soulaiman 53e 62e, Aboucherouane 73e 90e |

## Championnat arabe

### Phase de groupes
| Date       | Tour      | Adversaire      | Lieu                                    | Score | Buteurs                                                |
| ---------- | --------- | --------------- | --------------------------------------- | ----- | ------------------------------------------------------ |
| 09/07/2003 | Journée 1 | Enppi Club      | Stade de l'Académie militaire, Le Caire | 1-1   | Yssouf Koné 77e                                        |
| 11/07/2003 | Journée 2 | Al Faisaly Club | Stade de l'Académie militaire, Le Caire | 1-0   | Nouredine Harouache 42e                                |
| 14/07/2003 | Journée 3 | Al Ettifaq      | Stade de l'Académie militaire, Le Caire | 2-0   | -                                                      |
| 16/07/2003 | Journée 4 | Riffa Club      | Stade de l'Académie militaire, Le Caire | 4-3   | Mustapha Bidodane 9e, Hicham Aboucherouane 45e 69e 83e |

| Rang | Équipe          | Pts | J | G | N | P | +  | - | Diff |
| ---- | --------------- | --- | - | - | - | - | -- | - | ---- |
| 1    | Al Ettifaq      | 10  | 4 | 3 | 1 | 0 | 10 | 6 | +6   |
| 2    | Raja CA         | 7   | 4 | 2 | 1 | 1 | 6  | 6 | 0    |
| 3    | Enppi Club      | 4   | 4 | 1 | 1 | 2 | 4  | 5 | -1   |
| 4    | Riffa Club      | 4   | 4 | 1 | 1 | 2 | 4  | 6 | -2   |
| 5    | Al Faisaly Club | 2   | 4 | 0 | 2 | 2 | 5  | 8 | -3   |

### Phase finale
| Date       | Tour        | Adversaire | Lieu                                | Score | Buteurs |
| ---------- | ----------- | ---------- | ----------------------------------- | ----- | ------- |
| 18/07/2003 | Demi-finale | Koweït SC  | Stade international du Caire, Caire | 3-0   | -       |

## Statistiques

### Statistiques collectives
| Compétition              | Résultat      | Matchs joués | Gagnés | Nuls | Perdus | Buts pour | Buts contre | Différence |
| ------------------------ | ------------- | ------------ | ------ | ---- | ------ | --------- | ----------- | ---------- |
| Botola                   | Vice-champion | 30           | 13     | 13   | 4      | 36        | 18          | +18        |
| Coupe du trône 2001-2002 | Vainqueur     | 5            | 5      | 0    | 0      | 12        | 1           | +11        |
| Coupe du trône 2002-2003 | Demi-finale   | 2            | 1      | 1    | 0      | 3         | 0           | +3         |
| Ligue des champions      | Finaliste     | 10           | 5      | 2    | 3      | 14        | 11          | +3         |
| Coupe de la CAF          | Vainqueur     | 6            | 4      | 1    | 1      | 20        | 7           | +13        |
| Championnat arabe        | Demi-finale   | 5            | 2      | 1    | 2      | 6         | 9           | -3         |
| Total                    | Total         | 58           | 30     | 18   | 10     | 91        | 46          | +45        |

### Statistiques individuelles

#### Statistiques des buteurs
| Place               | Nom                    | Botola | Coupe du Trône | Ligue des champions | Coupe de la CAF | Championnat arabe | Total des buts |
| 1                   | Hicham Aboucherouane   | 5      | 4              | 5                   | 6               | 3                 | 23             |
| 2                   | Mustapha Bidoudane     | 12     | 2              | -                   | 3               | 1                 | 18             |
| 3                   | Moussa Soulaimane      | 4      | 1              | -                   | 3               | -                 | 8              |
| 4                   | François Endene        | 2      | 3              | 2                   | 1               | -                 | 8              |
| 5                   | Noureddine Harouach    | 2      | -              | -                   | 2               | 1                 | 5              |
| 6                   | Sami Tajeddine         | 1      | -              | -                   | 2               | -                 | 3              |
| 7                   | Mohamed Ali Diallo     | 2      | -              | 1                   | -               | -                 | 3              |
| 8                   | Hamid Nater            | 2      | 1              | 1                   | -               | -                 | 4              |
| 9                   | Marouanae Zemmama      | 2      | -              | -                   | -               | -                 | 2              |
| 10                  | Yssouf Koné            | -      | -              | -                   | 1               | 1                 | 2              |
| 11                  | Abdellatif Jrindou     | -      | -              | 2                   | -               | -                 | 2              |
| 12                  | Abdelouahed Abdessamad | -      | -              | 2                   | -               | -                 | 2              |
| 13                  | Zakaria Aboub          | 1      | 1              | -                   | -               | -                 | 2              |
| 14                  | Ahmad Bahja            | -      | 2              | -                   | -               | -                 | 2              |
| 15                  | Omar Nejjary           | 1      | -              | -                   | -               | -                 | 1              |
| 16                  | Elamin Erbate          | -      | -              | -                   | 1               | -                 | 1              |
| 17                  | Bouchaib Bettachi      | 1      | -              | -                   | -               | -                 | 1              |
| 18                  | Adil Bekkari           | 1      | -              | -                   | -               | -                 | 1              |
| 19                  | Mustapha Chadli        | -      | 1              | -                   | -               | -                 | 1              |
| 20                  | Omar Zaouit            | -      | -              | 1                   | -               | -                 | 1              |
| 21                  | Ahmed El Atlassi       | -      | -              | -                   | 1               | -                 | 1              |
| But contre son camp | But contre son camp    | -      | -              | -                   | -               | -                 | -              |
| Total des buts      | Total des buts         | 36     | 15             | 14                  | 20              | 6                 | 91             |